# Aluminé (departamento)
Aluminé é um departamento da Argentina, localizado na província de Neuquén.